# Hicham El Guerrouj
Hicham El Guerrouj (arabsko هشام الݣروج), maroški atlet, * 14. september 1974, Berkane, Maroko.
El Guerrouj je nekdanji tekač na srednje proge in aktualni svetovni rekorder v teku na 1500 m, miljo in 2000 m. V nastopih na treh olimpijskih igrah je osvojil dve zlati medalji na Olimpijskih igrah 2004 v teku na 1500 in 5000 m ter srebrno medaljo na Olimpijskih igrah 2000 v teku na 1500 m. Na svetovnih prvenstvih je štirikrat zapored zmagal v teku na 1500 m, v letih 1997, 1999, 2001 in 2003, ob tem pa je osvojil še srebrni medalji v letih 1995 na 1500 m in 2003 na 5000 m. Na svetovnih dvoranskih prvenstvih je dvakrat zmagal na 1500 m in enkrat na 3000 m. Še veljavne svetovne rekorde v teku na 1500 m je postavil 14. julija 1998 v Rimu s časom 3:26,00, na miljo 7. julija 1999 v Rimu s časom 3:43,13 ter na 2000 m pa 7. septembra 1999 v Berlinu s časom 4:44,79. V letih 1999, 2001, 2002 in 2003 je bil izbran za atleta leta. 21. novembra 2014 je bil sprejet v Mednarodni atletski hram slavnih.

## Osebni rekordi
| Disciplina  | Čas      | Datum             | Prizorišče |
| ----------- | -------- | ----------------- | ---------- |
| 800 m       | 1:47,18  | 6. februar 1995   |            |
| 1000 m      | 2:16,85  | 12. julij 1995    | Nica       |
| 1500 m (SR) | 3:26,00  | 14. julij 1998    | Rim        |
| Milja (SR)  | 3:43,13  | 7. julij 1999     | Rim        |
| 2000 m (SR) | 4:44,79  | 7. september 1999 | Berlin     |
| 3000 m      | 7:23,09  | 3. september 1999 | Bruselj    |
| 5000 m      | 12:50,24 | 12. marec 2003    | Ostrava    |